# Phorbia singularis
Phorbia singularis är en tvåvingeart som beskrevs av Tiensuu 1938. Phorbia singularis ingår i släktet Phorbia och familjen blomsterflugor.
Artens utbredningsområde är Finland. Arten är reproducerande i Sverige. Inga underarter finns listade i Catalogue of Life.